# Krhovice
Krhovice település Csehországban, a Znojmói járásban. Krhovice Hodonice, Borotice, Božice, Tasovice, Strachotice és Valtrovice településekkel határos. Lakosainak száma 619 fő (2024. január 1.).

## Népesség
A település lakosságának változását az alábbi diagram mutatja:
| Lakosok száma | 607  | 654  | 757  | 560  | 484  | 484  | 548  | 558  | 594  | 619  |
|               | 1869 | 1890 | 1921 | 1950 | 1980 | 2001 | 2017 | 2019 | 2022 | 2024 |